# Anacalliax argentinensis
Anacalliax argentinensis is een tienpotigensoort uit de familie van de Anacalliacidae. De wetenschappelijke naam van de soort is voor het eerst geldig gepubliceerd in 1971 door Biffar.